# Projeto Zero (Google)
Projeto Zero é uma equipe de analistas de segurança empregada pelo Google encarregada de encontrar vulnerabilidades de dia zero. Foi anunciado em 15 de julho de 2014.

## História
Depois de encontrar uma série de falhas no software utilizado por muitos usuários finais ao pesquisar outros problemas, como a vulnerabilidade crítica "Heartbleed" o Google decidiu formar uma equipe de tempo integral dedicada a encontrar essas vulnerabilidades, não apenas no software do Google, mas sim qualquer software usado por seus usuários. O novo projeto foi anunciado em 15 de julho de 2014 no blog de segurança do Google.  Embora a ideia do Project Zero possa ser rastreada até 2010, seu estabelecimento enquadra-se na tendência maior das iniciativas de contra-vigilância da Google na sequência das divulgações de supervisão global de 2013 por Edward Snowden. A equipe foi anteriormente liderada por Chris Evans, anteriormente chefe da equipe de segurança do Google no Google Chrome, que participou da Tesla Motors. Outros membros notáveis incluem pesquisadores de segurança, como Ben Hawkes, Ian Beer e Tavis Ormandy.

## Pesquisa de erros e relatórios
Os erros encontrados pela equipe do Projeto Zero são relatados ao fabricante e somente tornados publicamente visíveis uma vez que um patch foi liberado ou se 90 dias se passaram sem um patch sendo liberado. O prazo de 90 dias é a forma como o Google é implementar a divulgação responsável,  oferecendo às empresas de software 90 dias para corrigir um problema antes de informar o público para que os próprios usuários possam tomar as medidas necessárias para evitar ataques.

## Membros anteriores
- George Hotz[3]
- Chris Evans[3]
- Matt Tait[5]

## Descobertas notáveis
Em 30 de setembro de 2014, o Google detectou uma falha de segurança de sistema do Windows 8.1 chamada "NtApphelpCacheControl", que permite que um usuário normal obtenha acesso administrativo. A Microsoft foi notificada do problema imediatamente, mas não corrigiu-o dentro de 90 dias, o que significava que informações sobre o bug foram disponibilizadas publicamente em 29 de dezembro de 2014. Liberar o erro ao público provocou uma resposta da Microsoft que eles estão trabalhando no problema.
Em 19 de fevereiro de 2017, o Google descobriu uma falha dentro dos proxies reversos do Cloudflare, que fez com que seus servidores de ponta passassem ao final de um buffer e retornasse a memória que continha informações privadas, como cookies HTTP, tokens de autenticação, corpos HTTP POST, e outros dados sensíveis. Alguns desses dados foram armazenados em cache pelos motores de busca. Um membro da equipe Projeto Zero se referiu a esta falha como Cloudbleed.
Em 27 de março de 2017, Tavis Ormandy, do Projeto Zero, descobriu uma vulnerabilidade no popular gerenciador de senhas LastPass. Em 31 de março de 2017, o LastPass anunciou que resolveram o problema.